# Mistrovství světa ve veslování 1984
Mistrovství světa ve veslování 1984 se konalo na umělém ostrově Notre Dame na řece sv. Vavřince v kanadském Montréalu. Finálové jízdy se jely 24. srpna 1984.
Každoroční veslařská regata trvající jeden týden je organizována Mezinárodní veslařskou federací (International Rowing Federation; FISA) obvykle na konci léta severní polokoule. V neolympijských letech představuje mistrovství světa vyvrcholení mezinárodního veslařského kalendáře a v roce, jenž předchází  olympijským hrám, představuje jejich hlavní kvalifikační událost. V olympijských letech pak program mistrovství zahrnuje pouze neolympijské disciplíny.
Rok 1984 byl rokem olympijským, proto program mistrovství zahrnoval pouze neolympijské disciplíny.
Poprvé byly na program mistrovství zařazeny závody veslařek lehkých vah, zatím jako ukázková disciplína (to umožnilo například domácí Kanadě nasadit do závodu skifařek lehkých vah hned čtyři závodnice). Výsledky ženských závodů nejsou započteny do oficiálního medailového pořadí zemí.

## Medailové pořadí
Ženské disciplíny se jely pouze jako ukázkové, nejsou proto započteny do medailového pořadí.
| Pořadí | Země               | Zlato | Stříbro | Bronz | Celkem |
| ------ | ------------------ | ----- | ------- | ----- | ------ |
| 1      | Dánsko             | 2     | 0       | 1     | 3      |
| 2      | Itálie             | 1     | 1       | 0     | 2      |
| 3      | Španělsko          | 1     | 0       | 2     | 3      |
| 4      | Západní Německo    | 0     | 2       | 0     | 2      |
| 5      | USA                | 0     | 1       | 0     | 1      |
| 6      | Spojené království | 0     | 0       | 1     | 1      |
| Celkem | Celkem             | 4     | 4       | 4     | 12     |

## Přehled medailí

### Mužské disciplíny
| Disciplína                      | Zlato | Čas     | Stříbro | Čas     | Bronz | Čas     |
| Skif LV LM1x                    | Dánsko Bjarne Eltang | 7:02,20 | USA Paul Fuchs | 7:03,55 | Španělsko Ángel Viana Bravo | 7:07,37 |
| Dvojskif LV LM2x                | Itálie Francesco Esposito Ruggero Verroca | 6:25,14 | Západní Německo Hartmut Schäfer Roland Ehrenfels | 6:29,67 | Dánsko Morten Espersen Leif Kruse | 6:31,27 |
| Čtyřka bez kormidelníka LV LM4- | Španělsko Fernando Molina Castillo José María de Marco Pérez Luis María Moreno Perpiñá Alberto Molina Castillo                                      | 6:09,39 | Západní Německo Wolfgang Birkner Thomas Jaeckel Frank Rogall Ansgar Wessling                                                                                   | 6:09,73 | Spojené království Christopher Bates Carl Smith Ian Wilson Stuart Forbes | 6:11,46 |
| Osma LV LM8+                    | Dánsko Ivar Molgaard Leif Jacobsen Arne Højlund Søren Hansson Jan Christensen Flemming Jensen Mikael Espersen Karsten Kobbernagel Jan Rasmussen (k) | 5:43,35 | Itálie Fabrizio Ravasi Michele Savoia Vittorio Torcellan Salvatore Orlando Stefano Spremberg Paolo Marostica Andrea Re Pasquale Marigliano Massimo Di Deco (k) | 5:46,50 | Španělsko Benito Elizalde Etxezarreta Eulogio Génova Emezabel Carlos Muniesa Ferrero Jacinto Accensi Abella Enrique Briones Pérez José Crespo Hidalgo José Manuel Canete Lopez Victor Llorente Rodriguez Alejandro Moya Giné (k) | 5:46,90 |

### Ženské disciplíny
Ženské disciplíny se jely pouze jako ukázkové, nejsou proto započteny do medailového pořadí.
| Disciplína                                            | Zlato | Čas     | Stříbro | Čas     | Bronz | Čas     |
| Skif LV LW1x (ukázková disciplína)                    | Západní Německo Alrun Urbachová | 8:22,85 | USA Barbara Traftonová | 8:25,05 | USA Ann Martinová | 8:30,90 |
| Dvojskif LV LW2x (ukázková disciplína)                | Dánsko Elisabeth Fraasová Kirsten Jensenová | 7:38,16 | USA Jo Hannafinová Annette Ebsenová-Petersenová | 7:43,84 | Kanada Audrey Mowchenko Ellen Gilliesová | 7:46,15 |
| Čtyřka bez kormidelnice LV LW4- (ukázková disciplína) | Západní Německo Beatriz Kellerová Evelyn Herweghová Regina Mayerová Claudia Engelsová                                                                              | 7:23,89 | USA Cecily Croftová Margaret Gordonová Linda Gillettová Elaine Stanley | 7:29,14 | USA Gillian Hodgesová Sandy Kendallová Drister Fowksová Carey Sandsová-Mardenová                                                            | 7:29,16 |
| Osma LW8+ (ukázková disciplína)                       | USA Carin Reynoldsová Mary-Ellen Finney Jo Graingerová Laura MacGinitie Mandy Kowalová Angela Herronová Marise Widmerová Jennifer Marronová Stacy Apfelbaumová (k) | 6:10,00 | Austrálie Karin Riedelová Amanda Crossová Janet Sheahanová Jeanette Hallová Angela Maidmentová Brigid Cassellsová Debbie Cooperová Gayle Toogoodová Megan Robertsonová (k) | 6:13,46 | Kanada Diana Sinnage Wendy Wiebe Lynne Mutrie Brenda Colby Karen Smyte Wendy Davisová Elen Orrová Maureen Curetonová Sandy Hopkinsonová (k) | 6:15,65 |